# WTA Finals 2024 – Dublu
Finala WTA 2024 la dublu feminin a avut loc la începutul lunii noiembrie 2024, ca turneul final al sezonului profesionist feminin. Competiția de dublu a Turneului Campioanelor, disputată pentru prima dată în capitala Arabiei Saudite, Riad, a inclus cele mai bine clasate șapte perechi din clasamentul Race to the WTA Finals, calculat de la începutul sezonului calendaristic, și a opta pereche care s-a calificat după alte criterii. Niciuna dintre campioanele în exercițiu, germanele Laura Siegemund sau Vera Zvonareva, nu s-a calificat la turneu.
Gabriela Dabrowski și Erin Routliffe le-au învins pe Kateřina Siniaková și Taylor Townsend în finală, 7–5, 6–3 pentru a câștiga titlul de dublu la turneul WTA Finals 2024. Dabrowski și Routliffe au devenit primele jucătoare din Canada și Noua Zeelandă care au câștigat un titlu WTA Finals.

## Capi de serie
1. Liudmila Kicenok /  Jeļena Ostapenko (round robin)
2. Gabriela Dabrowski /  Erin Routliffe (campioane)
3. Hsieh Su-wei /  Elise Mertens (round robin)
4. Sara Errani /  Jasmine Paolini (round robin)
5. Caroline Dolehide /  Desirae Krawczyk (round robin)
6. Nicole Melichar-Martinez /  Ellen Perez (semifinale)
7. Chan Hao-ching /  Veronika Kudermetova (semifinale)
8. Kateřina Siniaková /  Taylor Townsend (finală)

## Rezerve
1. Sofia Kenin /  Bethanie Mattek-Sands (nu au jucat)
2. Demi Schuurs /  Luisa Stefani (nu au jucat)

## Tabloul principal

#### Explicația simbolurilor
- Q = calificare
- WC = Wild card
- LL = Lucky loser
- Alt = înlocuitor
- SE = scutire specială
- PR = clasament protejat
- ITF = calificat prin clasament ITF
- JE = junior scutit
- w/o = victorie fără opoziție
- r = retras
- d = descalificat

### Finală
|  | Semifinale | Semifinale                           | Semifinale | Semifinale                        | Semifinale |   |                                    | Finală | Finală | Finală | Finală | Finală |  |
|  |            |                                      |            |                                   |            |   |                                    |        |        |        |        |        |  |
|  | 8          | Kateřina Siniaková Taylor Townsend   | 6          | 7                                 |            |   |                                    |        |        |        |        |        |  |
|  | 8          | Kateřina Siniaková Taylor Townsend   | 6          | 7                                 |            |   |                                    |        |        |        |        |        |  |
|  | 7          | Chan Hao-ching Veronika Kudermetova  | 0          | 65                                |            |   |                                    |        |        |        |        |        |  |
|  | 7          | Chan Hao-ching Veronika Kudermetova  | 0          | 65                                |            | 8 | Kateřina Siniaková Taylor Townsend | 5      | 3      |        |        |        |  |
|  |            |                                      |            |                                   |            | 8 | Kateřina Siniaková Taylor Townsend | 5      | 3      |        |        |        |  |
|  |            |                                      | 2          | Gabriela Dabrowski Erin Routliffe | 7          | 6 |                                    |        |        |        |        |        |  |
|  | 6          | Nicole Melichar-Martinez Ellen Perez | 2          | Gabriela Dabrowski Erin Routliffe | 7          | 6 | 67                                 | 1      |        |        |        |        |  |
|  | 6          | Nicole Melichar-Martinez Ellen Perez |            |                                   |            |   |                                    |        |        |        |        |        |  |
|  | 2          | Gabriela Dabrowski Erin Routliffe    | 79         | 6                                 |            |   |                                    |        |        |        |        |        |  |

### Grupa Verde
|   |                                      | Kicenok Ostapenko | Hsieh Mertens    | Melichar-Martinez Perez | Siniaková Townsend | RR C–P | Set C–P      | Game C–P       | Clasament |
| 1 | Liudmila Kicenok Jeļena Ostapenko    |                   | 1–6, 3–6         | 1–6, 3–6                | 6–3, 3–6, [9–11]   | 0–3    | 1–6 (14.29%) | 17–34 (33.33%) | 4         |
| 3 | Hsieh Su-wei Elise Mertens           | 6–1, 6–3          |                  | 6–1, 1–6, [6–10]        | 6–3, 3–6, [8–10]   | 1–2    | 4–4 (50%)    | 28–22 (56%)    | 3         |
| 6 | Nicole Melichar-Martinez Ellen Perez | 6–1, 6–3          | 1–6, 6–1, [10–6] |                         | 2–6, 2–6           | 2–1    | 4–3 (57.14%) | 24–23 (51.06%) | 2         |
| 8 | Kateřina Siniaková Taylor Townsend   | 3–6, 6–3, [11–9]  | 3–6, 6–3, [10–8] | 6–2, 6–2                |                    | 3–0    | 6–2 (75%)    | 32–22 (59.26%) | 1         |

### Grupa Albă
|   |                                     | Dabrowski Routliffe   | Errani Paolini        | Dolehide Krawczyk | Chan Kudermetova      | RR C–P | Set C–P      | Game C–P       | Clasament |
| 2 | Gabriela Dabrowski Erin Routliffe   |                       | 1–6, 7–6(7–1), [11–9] | 4–6, 6–3, [10–6]  | 7–6(8–6), 6–4         | 3–0    | 6–2 (75%)    | 33–31 (51.56%) | 1         |
| 4 | Sara Errani Jasmine Paolini         | 6–1, 6–7(1–7), [9–11] |                       | 1–6, 6–1, [10–4]  | 6–3, 6–7(3–7), [9–11] | 1–2    | 4–5 (44.44%) | 32–27 (54.24%) | 3         |
| 5 | Caroline Dolehide Desirae Krawczyk  | 6–4, 3–6, [6–10]      | 6–1, 1–6, [4–10]      |                   | 6–3, 3–6, [7–10]      | 0–3    | 3–6 (33.33%) | 25–29 (46.3%)  | 4         |
| 7 | Chan Hao-ching Veronika Kudermetova | 6–7(6–8), 4–6         | 3–6, 7–6(7–3), [11–9] | 3–6, 6–3, [10–7]  |                       | 2–1    | 4–4 (50%)    | 31–34 (47.69%) | 2         |

Clasamentul este determinat de: 1. numărul de victorii; 2. numărul de meciuri; 3. în caz de egalitate între două echipe, rezultatul direct; 4. în caz de egalitate între trei echipe, (a) procentajul de seturi câștigate (meciuri directe dacă două echipe rămân la egalitate), apoi (b) procentajul de game-uri câștigate (meciuri directe dacă două echipe rămân la egalitate), apoi (c) clasamentul WTA.